# 서창역
서창역(Seochang station, 瑞倉驛)은 세종특별자치시 조치원읍 신안리에 있는 경부선과 오송선의 신호장이며 역명과는 달리 서창리에 위치하지 않는다. 경부선과 충북선을 연결하는 오송선이 이 역에서 분기한다.

## 연혁
- 1978년 2월 28일 : 역사 착공
- 1978년 4월 28일 : 역사 준공
- 1978년 5월 1일 : 신호장으로 영업 개시[1]

## 역 구조
충북선으로의 직결을 위해 설치된 오송선이 분기하는 신호장으로, 역 기능은 고려되어 있지 않다. 역 구내에는 열차 합류 시에 열차 정리를 위하여 대기선으로 경부본선 양 옆에 상하행 각 3선씩이 부설되어 있다.

## 역 주변
- 홍익대학교 세종캠퍼스